# Eukoenenia paulinae
Espèce
Eukoenenia paulinae est une espèce de palpigrades de la famille des Eukoeneniidae.

## Distribution
Cette espèce est endémique de Sulawesi en Indonésie. Elle se rencontre vers Camba.

## Description
La femelle holotype mesure 0,89 mm.

## Étymologie
Cette espèce est nommée en l'honneur de Paulette Coine.

## Publication originale
- Condé, 1994 : Palpigrades cavernicoles et endogés de Thaïlande et de Célèbes. (2e note). Revue Suisse de Zoologie, vol. 101, no 1, p. 233-263 (texte intégral).